# Osu!
osu! est un jeu de rythme gratuit et open source pour Windows, Mac OS et Linux, créé par Dean «peppy» Herbert, programmé en C#, lancé depuis le 16 septembre 2007, et inspiré du jeu osu! Tatakae! Ōendan (connu en occident sous le nom d'Elite Beat Agents) sur Nintendo DS.

## Système de jeu
Osu! est un jeu de rythme dans lequel le joueur doit accomplir des actions en rythme avec la musique.
Une des particularités de ce jeu de rythme est qu'il possède un nombre illimité de morceaux musicaux jouables (appelés des beatmaps dans le jeu). Ce sont les membres de la communauté de joueurs qui créent les beatmaps en y plaçant des objets, tels que des cercles, appelés hit circles, des sliders, qui sont des cercles où le joueur doit maintenir le clic enfoncé en suivant le mouvement du cercle ou encore des spinners, qui sont de grands disques que le joueur doit faire tourner le plus rapidement possible avec son pointeur.
Le but du jeu est de cliquer sur les objets en rythme, de manière à marquer le plus de points possible et d'obtenir le plus grand score possible afin de gagner des points de performance (appelés plus communément pp), représentant le niveau du joueur. Ces derniers sont classés selon ce score. Plus le joueur respecte le rythme de la beatmap, plus il obtient un grand score de précision et donc de points, deux paramètres qui influent directement sur le gain des points de performance.
À l'inverse, si le joueur ne joue pas au bon rythme, alors son score de points et son score de précision diminuent, ce qui engendre une baisse du gain de points de performance. Si le joueur est trop mauvais, la partie s'interrompt et le score n'est pas comptabilisé (les pp ne sont pas comptabilisés mais le score obtenu est ajouté à son score total).
À chaque fin de beatmap, une note est donnée au joueur selon la précision et le combo obtenu allant de D pour la pire à SS pour une réussite parfaite (D, C, B, A, S et SS).

### Modes de jeu
Il existe quatre modes de jeu : 
- osu!standard: le mode de jeu principal.
- osu!taiko : inspiré du jeu de rythme Taiko no Tatsujin. les cercles défilent de droite à gauche à l'écran.
- osu!catch : un mode de jeu dans lequel le joueur déplace horizontalement un avatar qui tient un plateau sur sa tête, de manière à attraper les fruits tombant du haut de l'écran.
- osu!mania : inspiré du jeu de rythme Beatmania. Dans ce mode, le joueur utilise son clavier comme un piano.

### Les Patterns
Les objets peuvent être assemblés pour faire des paternes plus complexes.
- Les bursts, des séquences de hit circles à cliquer consécutivement et rapidement. Les doubles, triples et quads sont, par exemple, des séquences de respectivement deux, trois et quatre cercles à cliquer consécutivement et rapidement.
- Les streams, des séquences de nombreux cercles, (entre 8 et 32), placés de manière contiguë dans un intervalle de temps très restreint. Il existe aussi les deathstreams, comportant au moins 32 cercles.
- Les jumps, des séquences de plusieurs cercles assez éloignés les uns des autres.

La plupart de ces paternes existent aussi avec l'utilisation de sliders, sliderstreams, sliderjumps...

### Mods
Les mods (à ne pas confondre avec les modes de jeu) sont des modificateurs que le joueur peut activer pour changer le gameplay du jeu. Les mods ont pour la plupart un impact sur le score. 
Mods qui simplifient le jeu :
- Easy (EZ) : Le joueur bénéficie de 2 "vie" supplémentaire dans la beatmap, les notes deviennent plus grandes, et le cercle d'approche ralentit ce qui rend les notes moins exigeantes en termes de précision.
- No-Fail (NF) : Le joueur ne peut pas échouer.
- Half-Time (HT) : La beatmap est ralentie de 25% par rapport à la version originale.

Mods qui compliquent le jeu :
- Hard Rock (HR) : Les notes deviennent plus petites, la beatmap est inversée, et le temps d'apparition des notes est réduit.
- Sudden Death (SD) : La beatmap s'arrête après une erreur.
- Perfect (PF) : Le joueur doit terminer la beatmap avec un rang SS, sinon le joueur recommence.
- Double / Nightcore (DT / NC) : La vitesse du jeu augmente de 50%.
- Hidden (HD) : Les notes deviennent invisibles après leur apparition.
- Flashlight (FL) : La visibilité de l'espace de jeu est limitée, se réduisant à 100 combos puis à 200 combos.

Mods spéciaux :
- Relax (RX) : Le joueur doit simplement déplacer le curseur sur les notes sans cliquer.
- Autopilot (AP) : Le curseur se déplace automatiquement sur les notes, le joueur doit simplement cliquer au bon moment.
- Spun Out (SO) : Les spinners sont joués automatiquement.
- Auto (AT) : Un robot joue la chanson. Le joueur n'a rien à faire.
- Cinema (CM) : La beatmap disparaît, et le joueur est invité à simplement regarder l'arrière-plan.
- Score V2 (SV2) : système de score qui limite les points à 1 million. Ce mod permet une meilleure différenciation entre les performances.

Mods spécifiques à osu!mania :
- Fade-In (FI) : Assombrissement partiel de l'espace de jeu.
- 1K, 2K, 3K,..., 9K (xK) : Modification du nombre de touches de jeu (de 1 à 9 touches).
- Co-op (CP) : Permet de jouer à deux sur un même clavier, un deuxième espace de jeu est créer.
- Random (RD) : Les notes sont mélangées.
- Mirror (MR) : Les notes sont inversé sur l'axe Y, une note sur la quatrième ligne à droite normalement se retrouvera sur la quatrième ligne à gauche une fois ce mod activé.

Termes non spécifiques aux modes de jeu :
- No Mod (NM) : terme utilisé dans les matchs de tournois qui signifie ne pas utiliser de mods (sauf indication contraire dans les règles du tournoi, où No-Fail / scoreV2 sont obligatoirement activé).

- Free Mod (FM) : utilisé en tournoi mais également dans les salons multijoueurs ce terme siginifie "mod libre", le joueur est libre d'utiliser un mod ou une combinaison de mods de son choix.

### Manière de jouer
osu! peut se jouer de différentes façons : 
- Souris : originellement la seule manière de jouer à osu!, il s'agit de déplacer le pointeur avec la souris et de cliquer à l'aide des boutons de la souris. Les développeurs ont ensuite ajouté d'autres manières de jouer. Jouer uniquement à la souris est considéré comme étant la manière la plus dure de jouer.
- Clavier et souris : La manière de jouer la plus populaire de par sa composition basique. Il s'agit de déplacer le pointeur avec la souris et de cliquer à l'aide de deux touches du clavier. Il est possible d'activer ou de désactiver les clics de la souris.
- Tablette et clavier : Manière assez similaire à celle utilisant un clavier et une souris, le pointeur étant ici déplacé à l'aide d'un stylet sur une tablette graphique.
- Tablette uniquement : Le joueur utilise une tablette graphique à la fois pour déplacer le curseur et pour cliquer.

Il existe d'autres manières de jouer moins populaire, comme par exemple avec un pavé tactile, un écran tactile, une tablette et une souris ou encore un écran tactile et un clavier.

### Score
Pour chaque objet, le joueur gagne 300 points pour un clic en rythme, 100 points pour une petite déviation, 50 points pour une déviation importante et 0 pour un objet non cliqué ou cliqué avec une trop grande déviation. Les intervalles de déviations sont déterminés par le créateur de la beatmap.
Un système de combo existe, s'incrémentant pour chaque objet non raté. Ce multiplicateur a une grande influence dans le score puisqu'il peut prendre des valeurs élevées, plusieurs centaines, voire milliers. Il retombe à 0 si un objet est raté.
Le score accordé par chaque cercle et slider est calculé à l'aide de la formule suivante : 
Score = Valeur du clic + (Valeur du clic * ((multiplicateur de Combo * multiplicateur de difficulté * multiplicateur de mods) / 25))
Ce score est ensuite ajouté au score accumulé depuis le début de la beatmap
Le multiplicateur de difficulté est une constante associée à la beatmap en fonction de sa difficulté.
Le multiplicateur de mods est une valeur déterminée par l'application de mods.

## Beatmaps
Les beatmaps sont composées individuellement ou en collaboration par des membres de la communauté. Elles sont composées d'objets et d'assemblage d'objets. Ces objets doivent être placés de manière à s'enchaîner en rythme avec la musique. Les créateurs peuvent également ajouter des éléments purement visuels, tels que du texte, des effets visuels ou encore des animations. Ces effets sont appelés storyboard. La création de beatmap se fait via l'éditeur intégré au jeu.
La difficulté d'une beatmap est déterminée par un algorithme propre à chaque mode de jeu. Un créateur peut créer une mapset, une compilation de beatmaps de même musique qu'il a créé, regroupant plusieurs difficultés. Chaque difficulté a un nom défini par le jeu (Easy, Normal, Insane...), pouvant être précédé par le nom d'un créateur d'une ou plusieurs difficultés dans le mapset sans être le créateur. Un nom personnalisé est disponible pour la beatmap la plus difficile de le mapset. Les mapset et les beatmaps sont téléchargeables sur le site officiel du jeu.

### Catégories
Les beatmaps sont rangées en plusieurs sections spécifiques :
- Classée :  La catégorie la plus utilisée par les joueurs, cette section permet de télécharger des beatmaps éligible aux pp. Seules les beatmaps de cette catégorie permettent l’obtention de pp.

- Qualifiée : cette catégorie recense les beatmaps que les Beatmap Nominators[4] jugent prêtes à être classées dans la catégorie Ranked, pour une durée de sept jours en moyenne. Ces beatmaps proviennent de la catégorie En attente et WIP afin de leur donner une meilleure visibilité.

- En attente et WIP : Cette catégorie contient les beatmaps modifiées depuis moins de 30 jours par leur créateur. Ces derniers peuvent demander aux autres utilisateurs de tester les beatmaps, dans le but de les améliorer. Il n'y a ni classement national ni gain de pp dans cette catégorie .

- Loved : Les beatmaps ne remplissant pas les critères pour être Classée mais appréciées par la communauté, par le biais d'un vote, se trouvent dans cette catégorie. Contrairement à la catégorie précédente, un classement en ligne est disponible pour ces beatmaps.

- Cimetière : Cette catégorie contient toutes les autres beatmapsqui n'ont pas reçu de mise à jour du créateur durant au moins 28 jours.

### Droits d'auteur
Les musiques utilisées dans les beatmaps sont très souvent soumises au droit d'auteur. Les dons des utilisateurs sont en partie réinvestis dans l'achat de licences musicales.

## Développement
osu! commence à être développé le 1er juillet 2007, et est lancé le 16 septembre 2007 en bêta ouverte.[Pas dans la source] Le jeu est open source et est sur Windows, Mac OS et Linux.

## E-Sport
En 2011, devant l'engouement toujours croissant des joueurs pour le jeu à travers le monde, l'équipe du jeu organise la toute première osu! World Cup qui réunit 28 pays. Cette édition remportant un grand succès, l'opération est reconduite et élargie à chaque mode de jeu. En 2019 c'était alors 43 pays qui participaient à la coupe du monde standard.

### osu! World Cup
| Édition | Année | 1er          | 2e           | 3e           |
| ------- | ----- | ------------ | ------------ | ------------ |
| 1       | 2011  | Taïwan       | Pays-Bas     | Corée-du-Sud |
| 2       | 2011  | Corée-du-Sud | Japon        | Brésil       |
| 3       | 2012  | Corée-du-Sud | Japon        | Taiwan       |
| 4       | 2013  | Corée-du-Sud | Taiwan       | Pologne      |
| 5       | 2014  | Japon        | Pologne      | Allemagne    |
| 6       | 2015  | États-Unis   | Chine        | Pologne      |
| 7       | 2016  | États-Unis   | Chine        | Corée-du-Sud |
| 8       | 2017  | Pologne      | États-Unis   | Royaume-Uni  |
| 9       | 2018  | États-Unis   | Royaume-Uni  | Allemagne    |
| 10      | 2019  | États-Unis   | Corée-du-Sud | Royaume-Uni  |
| 11      | 2020  | États-Unis   | Allemagne    | Canada       |
| 12      | 2021  | États-Unis   | Allemagne    | Corée-du-Sud |
| 13      | 2022  | États-Unis   | Corée-du-Sud | Allemagne    |
| 14      | 2023  | États-Unis   | Corée-du-Sud | Australie    |
| 15      | 2024  | Corée-du-Sud | États-Unis   | Australie    |

### osu!taiko World Cup
| Édition | Année | 1er    | 2e           | 3e           |
| ------- | ----- | ------ | ------------ | ------------ |
| 1       | 2011  | Taïwan | Japon        | Chine        |
| 2       | 2012  | Japon  | Hong-Kong    | Japon        |
| 3       | 2013  | Taïwan | Hong-Kong    | Japon        |
| 4       | 2014  | Japon  | Hong-Kong    | France       |
| 5       | 2015  | Japon  | Taïwan       | France       |
| 6       | 2016  | Japon  | Taïwan       | Canada       |
| 7       | 2017  | Japon  | Taïwan       | Hong-Kong    |
| 8       | 2018  | Japon  | Taïwan       | Canada       |
| 9       | 2019  | Japon  | Taïwan       | Corée-du-Sud |
| 10      | 2020  | Japon  | Corée-du-Sud | Royaume-Uni  |
| 11      | 2021  | Japon  | Corée-du-Sud | Brésil       |
| 12      | 2022  | Japon  | Corée-du-Sud | Indonésie    |
| 13      | 2023  | Japon  | Taïwan       | Allemagne    |
| 14      | 2024  | Japon  | Royaume-Uni  | États-Unis   |
| 15      | 2025  | Japon  | Corée-du-Sud | Taïwan       |

### osu!catch World Cup
| Édition | Année | 1er          | 2e         | 3e                   |
| ------- | ----- | ------------ | ---------- | -------------------- |
| 1       | 2012  | Chine        | Taïwan     | Chili                |
| 2       | 2013  | Chili        | Taïwan     | Argentine / Colombie |
| 3       | 2014  | Corée-du-Sud | Allemagne  | Suède                |
| 4       | 2015  | Corée-du-Sud | Chine      | Allemagne            |
| 5       | 2016  | Chine        | Indonésie  | Allemagne            |
| 6       | 2017  | Corée-du-Sud | Chine      | Indonésie            |
| 7       | 2018  | Chine        | États-Unis | Chili                |
| 8       | 2019  | Corée-du-Sud | Chine      | Chili                |
| 9       | 2020  | Corée-du-Sud | Chine      | États-Unis           |
| 10      | 2021  | Corée-du-Sud | Hong Kong  | États-Unis           |
| 11      | 2022  | Corée-du-Sud | États-Unis | Chine                |
| 12      | 2023  | Corée-du-Sud | États-Unis | Italie               |
| 13      | 2024  | États-Unis   | Argentine  | Pologne              |
| 14      | 2025  | Argentine    | États-Unis | Finlande             |

### osu!mania World Cup
Contrairement aux autres modes de jeu, les osu!mania World Cup (ou MWC) sont divisées en deux catégories en fonction du nombre de touches que le joueur doit utiliser (appelés keymodes). La MWC 4k (de l'anglais 4 keys), ne comporte que des beatmaps avec 4 touches de jeu quand la MWC 7k utilise des beatmaps à 7 touches. La raison de cette division est que la communauté osu!mania est partagée entre des joueurs qui se restrictent souvent à un seul des keymodes. 
L'osu!mania 7k World Cup n'a pas eu lieu en 2020 et 2021 du à un manque de joueurs.
| Édition | Année | Catégorie | 1er          | 2e           | 3e           |
| ------- | ----- | --------- | ------------ | ------------ | ------------ |
| 1       | 2014  | 4K        | Corée-du-Sud | Philippines  | Malaisie     |
| 2       | 2014  | 7K        | Corée-du-Sud | Thaïlande    | Malaisie     |
| 3       | 2015  | 4K        | États-Unis   | Japon        | Royaume-Uni  |
| 4       | 2016  | 7K        | Chine        | Corée-du-Sud | Malaisie     |
| 5       | 2016  | 4K        | Corée-du-Sud | Brésil       | États-Unis   |
| 6       | 2017  | 7K        | Corée-du-Sud | Chine        | Indonésie    |
| 7       | 2017  | 4K        | Corée-du-Sud | États-Unis   | Brésil       |
| 8       | 2018  | 7K        | Corée-du-Sud | Malaisie     | Chine        |
| 9       | 2018  | 4K        | Corée-du-Sud | États-Unis   | Brésil       |
| 10      | 2019  | 7K        | Corée-du-Sud | Philippines  | Chine        |
| 11      | 2019  | 4K        | Corée-du-Sud | Brésil       | États-Unis   |
| 12      | 2020  | 4k        | Brésil       | Japon        | Corée-du-Sud |
| 13      | 2021  | 4k        | Brésil       | États-Unis   | Malaisie     |
| 14      | 2022  | 7k        | Corée-du-Sud | Chine        | Malaisie     |
| 15      | 2022  | 4k        | Corée-du-Sud | Brésil       | États-Unis   |
| 16      | 2023  | 7k        | Philippines  | Corée-du-Sud | Malaisie     |
| 17      | 2023  | 4k        | États-Unis   | Corée-du-Sud | Indonésie    |
| 18      | 2024  | 4k        | États-Unis   | Chine        | Thaïlande    |
| 19      | 2024  | 7k        | Corée-du-Sud | Malaisie     | Philippines  |

## Sortie
osu! est très bien accueilli par les joueurs, obtenant une note de 18,7/20 (sur un total de 126 avis sur Jeuxvideo.com).
Le nombre de joueurs croît de manière importante au fil des années. Au 1er janvier 2013, on compte plus de 1 850 000 inscrits pour un total de 1,1 milliard de parties jouées ; un chiffre qui évolue le 1er janvier 2017 à 9 330 000 inscrits pour un total de 5,5 milliards de parties jouées, le 1er janvier 2020 à plus de 15 100 000 inscrits pour un total de 11,6 milliards de parties jouées, et le 24 décembre 2023, à 22 500 000 inscrits pour un total de 25,9 milliards de parties jouées[réf. nécessaire].